# Montserrat Señaba
Montserrat Señaba (geb. 1918, San Carlos de Luba, Bioko, gest. 1980) ist eine äquatorialguineisch-spanische Pädagogin. Sie gehört zum Volk der Bubi und studierte Lehramt in Barcelona. Sie war eine der ersten spanisch-afrikanischen Frauen, die in den 1940er Jahren als Pädagogin arbeitete.

## Leben
Montserrat Señaba wurde in der damaligen Kolonie Spanisch-Guinea geboren. Nach dem Spanischen Bürgerkrieg führte sie den während des Franco-Regimes obligatorisch eingeführten Frauensozialdienst aus. Sie ging mit einem nationalen Stipendium nach Barcelona, um dort Lehramt zu studieren, und war eine der ersten schwarzen Spanierinnen in diesem Fachgebiet. Wie viele andere guineische Frauen dieser Zeit hatte sie eine Position in der Sección Femenina (Frauen-Abteilung) der Falange inne.
Nach der Unabhängigkeit Äquatorialguineas (independencia de Guinea Ecuatorial) im Jahr 1968 war sie Delegierte der neu gebildeten Regierung und widmete sich der Verteidigung der Frauenrechte, was ihr die Feindschaft von männlichen Führern einbrachte.
Sie war Bürgermeisterin des Bezirks San Fernando (heute Ela Nguema, Malabo) in der Provinz Bioko Norte. Während ihrer Amtszeit versuchte sie, Aspekte im Zusammenhang mit Frauenrechten in den Lehrplan zu integrieren. Die Reformversuche stießen bei ihren Zeitgenossen auf Unverständnis und Widerstand. Diese Situation führte in den 1960er Jahren zu deutlichen Konfrontationen mit der vorherrschenden patriarchalischen guineischen Gesellschaft.

### Exil und Politisches Engagement
Angesichts der blutrünstigen Grausamkeit des Regimes von Francisco Macías Nguema musste sie ihre Heimat verlassen. Die Hälfte der guineischen Bevölkerung ging ins Exil. Wie viele Intellektuelle ihrer Zeit begab sie sich nach Spanien. In Barcelona erlangte sie den Status als politischer Flüchtling.
Bald wurde sie zur Anführerin des Kampfes für Freiheiten und für das Überleben der in Barcelona und Katalonien gegründeten guineischen Exilgemeinschaft. Señaba war in einigen sehr schwierigen Jahren Garantin für Stabilität, da der Franquismus alles, was mit Guinea zu tun hatte, als „zurückgehaltene Angelegenheit“ („materia reservada“) behandelte: die postkoloniale und repressive Situation des afrikanischen Landes wurde verschwiegen. In jenen Jahren war die während der Franco-Diktatur gegründete guineische Gemeinschaft aufgrund des Zusammenbruchs der Beziehungen zwischen den Regierungen von ihren Familien, Freunden und Verwandten isoliert.
In all diesen Jahren war Montserrat eine Anlaufstelle für Exilanten. Sie kämpfte weiterhin für die Rechte der Frauen und setzte sich für die Verbreitung und Durchsetzung des Rechts der Frauen auf Bildung ein. Nach dem Staatsstreich gegen Macías 1979 kehrte sie nach Äquatorialguinea zurück, wo sie 1980 starb.